# Kotešová
Kotešová é um município da Eslováquia, situado no distrito de Bytča, na região de Žilina. Tem 20,33 km² de área e sua população em 2018 foi estimada em 2.041 habitantes. Foi citado pela primeira vez em documento oficial no ano de 1234.

## Demografia
| Ano:        | 1994 | 2004   | 2014   | 2024    |
| ----------- | ---- | ------ | ------ | ------- |
| Broj ljudi: | 1769 | 1895   | 1974   | 2330    |
| Razlika:    |      | +7,12% | +4,16% | +18,03% |

| Ano:               | 2023 | 2024   |
| ------------------ | ---- | ------ |
| Número de pessoas: | 2298 | 2330   |
| Diferença:         |      | +1,39% |